# Théorème de Mercer
En mathématiques et plus précisément en analyse fonctionnelle, le théorème de Mercer, nommé en référence à James Mercer, est une représentation d'une fonction symétrique de type positif par le carré d'une série convergente de produits de fonctions. C'est un outil théorique important dans la théorie des équations intégrales. Il est aussi utilisé dans la théorie hilbertienne des processus stochastiques (voir Théorème de Karhunen-Loève (en) et Transformée de Karhunen-Loève).

## Introduction
Pour expliquer le théorème de Mercer, commençons par un cas particulier important ; voir plus bas pour une formulation plus générale.
Le terme noyau, dans ce contexte, est une fonction continue
{\displaystyle K:[a,b]\times [a,b]\rightarrow \mathbb {R} }
telle que K(x, s) = K(s, x).
K est dit de type positif, si
{\displaystyle \sum _{i=1}^{n}\sum _{j=1}^{n}K(x_{i},x_{j})c_{i}c_{j}\geq 0}
pour toute suites finies de points x1, …,xn de  [a, b] et tout choix des réels c1, …,cn (cf. Noyau de type positif (en)).
À K on associe l'opérateur intégral {\displaystyle T_{K}} défini par :
{\displaystyle \left[T_{K}\varphi \right](x)=\int _{a}^{b}K(x,s)\varphi (s)\,{\rm {d}}s.}
Pour des raisons techniques nous supposerons que φ peut parcourir l'espace L2[a, b] des fonctions réelles de carré intégrable.
Théorème — Soit K une fonction noyau continue symétrique de type positif. Alors :
- les valeurs propres de TK sont des réels positifs ;
- il existe une base hilbertienne (ei)i de L2[a,b] constituée de fonctions propres ;
- les fonctions propres correspondant à des valeurs propres strictement positives sont continues sur [a, b] ;
- K admet la représentation{\displaystyle K(s,t)=\sum \lambda _{i}\,e_{i}(s)\,e_{i}(t)}où la convergence est absolue et uniforme.

## Détails
Donnons avec force détails la structure de la preuve du théorème de Mercer, particulièrement dans ses rapports avec la théorie spectrale des opérateurs compacts normaux.
- L'application {\displaystyle K\mapsto T_{K}} est  injective.
- TK est un opérateur compact autoadjoint positif sur L2[a,b] ; de plus K(x, x) ≥ 0.

Pour montrer la compacité, on remarque d'abord que l'image de la boule unité de L2[a,b] par TK est équicontinue. Le théorème d'Ascoli permet d'en déduire que cette image est relativement compacte dans C([a,b]) muni de la norme de la convergence uniforme et a fortiori dans L2[a,b].
La théorie spectrale des opérateurs compacts normaux sur un espace de Hilbert montre qu'il existe une base hilbertienne (ei)i de L2[a,b] propre pour TK :
{\displaystyle \lambda _{i}e_{i}(t)=[T_{K}e_{i}](t)=\int _{a}^{b}K(t,s)e_{i}(s)\,{\rm {d}}s.}
Pour tout λi > 0, le vecteur propre ei est donc une fonction continue sur [a,b] (comme toutes les images par TK d'éléments de L2[a,b]). Or
{\displaystyle \sum \lambda _{i}|e_{i}(t)|^{2}=K(t,t)}
et d'après le théorème de Dini pour les suites croissantes de fonctions continues cette convergence est uniforme, ce qui permet, grâce à l'inégalité de Cauchy-Schwarz et au critère de Cauchy, de montrer que la série
{\displaystyle \sum \lambda _{i}e_{i}(t)e_{i}(s)}
converge absolument et uniformément en t vers un noyau K0 dont il est aisé de voir qu'il définit le même opérateur que le noyau K.  Donc K = K0, d'où le théorème de Mercer.

## Trace
On déduit de ce qui précède :
Théorème — Soit K un noyau continu symétrique de type positif. Alors les valeurs propres strictement positives de l'opérateur TK (comptées avec leurs multiplicités) forment une famille dénombrable (λi)i et l'on a :
{\displaystyle \int _{a}^{b}K(t,t)\mathrm {d} t=\sum _{i}\lambda _{i}.}
Cela montre que l'opérateur TK est à trace et 
{\displaystyle \operatorname {trace} (T_{K})=\int _{a}^{b}K(t,t)\mathrm {d} t.}

## Généralisations
Le théorème se généralise en remplaçant l'intervalle [a, b] par un espace compact, la mesure de Lebesgue sur [a, b] étant remplacée par une mesure finie dénombrablement additive μ sur les boréliens de X. Supposons que le support de μ est X, c'est-à-dire que μ(U) > 0 pour tout ouvert U non vide de X.  Alors on a essentiellement le même résultat :
Théorème — Soit K un noyau continu symétrique de type positif sur X.  Alors les valeurs propres de TK sont des réels positifs ou nuls et il existe une base hilbertienne
(ei)i de L2μ(X) constituée de fonctions propres pour TK. Les fonctions propres correspondant aux valeurs propres non nulles sont continues sur X et K s'écrit
{\displaystyle K(s,t)=\sum _{j=1}^{\infty }\lambda _{j}\,e_{j}(s)\,e_{j}(t)}
où la convergence est absolue et uniforme sur X.
La généralisation suivante porte sur la représentation des noyaux mesurables.
Soit (X, M, μ) un espace mesuré σ-fini.  Un noyau L2 sur X est une fonction 
{\displaystyle K\in L_{\mu \otimes \mu }^{2}(X\times X).}
Tout noyau L2 définit un opérateur borné TK, par la formule :
{\displaystyle \langle T_{K}\varphi ,\psi \rangle =\int _{X\times X}K(y,x)\varphi (y)\psi (x)\,{\rm {d}}[\mu \otimes \mu ](y,x).}
TK est un opérateur compact (c'est même un opérateur de Hilbert-Schmidt (en)).  Si le noyau K est symétrique, par le théorème spectral pour les opérateurs compacts normaux sur un espace de Hilbert, il existe une base hilbertienne constituée de vecteurs propres pour TK. Les vecteurs de cette base correspondant aux valeurs propres non nulles forment une famille dénombrable (ei)i (même si le Hilbert n'est pas séparable).
Théorème — Si K est un noyau symétrique de type positif sur (X, M, μ), alors
{\displaystyle K(y,x)=\sum _{i\in \mathbb {N} }\lambda _{i}e_{i}(y)e_{i}(x)}
où la convergence est en norme L2.
Noter que si le noyau n'est plus supposé continu, le développement ne converge plus nécessairement uniformément.

## Utilisations
Le théorème de Mercer est utilisé en apprentissage automatique, pour l'astuce du noyau.